# Rebecca Scott (esquiadora)
Rebecca Scott –conocida como Beckie Scott– (Vegreville, 1 de agosto de 1974) es una deportista canadiense que compitió en esquí de fondo. 
Participó en tres Juegos Olímpicos de Invierno, entre los años 1998 y 2006, obteniendo dos medallas, oro en Salt Lake City 2002, en la prueba de 5 km + 5 km persecución, y plata en Turín 2006, en la prueba de velocidad por equipo (junto con Sara Renner).

## Palmarés internacional
| Juegos Olímpicos | Juegos Olímpicos                | Juegos Olímpicos | Juegos Olímpicos      |
| Año              | Lugar                           | Medalla          | Prueba                |
| ---------------- | ------------------------------- | ---------------- | --------------------- |
| 2002             | Salt Lake City (Estados Unidos) | Medalla de oro   | 5 km+5 km persecución |
| 2006             | Turín (Italia)                  | Medalla de plata | Velocidad por equipo  |